# دیتا سکیوریتیز اینترنشنال
دِیتا سِکیوریتیز اینترنشنال (به انگلیسی: Data Securities International) به معنی «امنیت داده بین‌الملل»، یک شرکت مدیریت سپارش فناوری در سان فرانسیسکو بود که در ۱۹۸۲ (میلادی) به دست دوایت سی. السن پایه‌گذاری شد. کار این شرکت، سپارش کدهای منبع و دیگر ابزارهای نگهداری برای دارندگان مجوز است. این شرکت در ۱۹۹۷ (میلادی) به مالکیت شرکت آیرون مانتین درآمد.

## مفاهیم
دیتا سکیوریتیز اینترنشنال در میانه دهه ۱۹۸۰ (میلادی) مفهوم ارزش کلی نرم‌افزار (Total Software Value) را تعریف کرد که از ترکیب ارزش مالکیت (Ownership Value) یا موجودی نرم‌افزار، ارزش بازار (Market Value)، و صرفه‌جویی در هزینه داخلی (Internal Cost Savings) به عنوان ارزش‌ها و متغیرهای تأثیرگذار نرم‌افزارها به عنوان دارایی مالی استفاده می‌کند. تحلیل ارزش‌گذاری موجودی نرم‌افزار، به جمع کلی (یا گروهی) اجزاء نرم‌افزارهای گوناگون یا دارایی‌های فکری می‌پردازد که نرم‌افزارها را به عنوان «محصول»، قابل استفاده می‌کند.